# Карл Теодор (Пфалц и Бавария)
Карл Теодор (на немски: Karl (Carl) Philipp Theodor; * 10 декември 1724, дворец „Дрогенбуш“ при Брюксел; † 16 февруари 1799, Мюнхенска резиденция) е от линията Пфалц-Зулцбах на Вителсбахите и има следните титли:
- пфалцграф и курфюрст на Пфалц – от 31 декември 1742 година;
- херцог на Юлих и Берг (като Карл IV);
- курфюрст на Бавария (като Карл II) – от 1777 година.

## Произход и ранни години
Син е на херцог Йохан Христиан от Пфалц-Зулцбах (1700 – 1733) и принцеса Мария Анна Хенриета Леополдина дьо Тюрен и д'Оверн (1708 – 1728), роднина на френския маршал Анри дьо Тюрен.
След ранната смърт на баща му и чичо му Йозеф Карл фон Пфалц-Зулцбах († 1729), той е даден на 10 години от далечния му роднина курфюрст Карл III Филип от Пфалц за възпитание при йезуитите.

## Брак с Елизабет Августа
През 1742 г., на 17-годишна възраст, Карл Теодор се жени за своята братовчедка Елизабет Августа фон Пфалц-Зулцбах (1721 – 1794), най-голямата внучка на курфюрст Карл Филип, на нейния двадесет и първи рожден ден. Тяхната връзка не е много щастлива.
След почти двадесет години им се ражда единственото им дете, син с името Франц Лудвиг Йозеф, но умира един ден след раждането му на 29 юни 1761 г. в дворец Шветцинген. Те живеят от тогава повечето разделени. Елизабет Августа се оттегля в нейния дворец в Огерсхайм. През 1766 г. той основава родилен дом и акушерско училище.

## Управление

### Курфюрст на Пфалц
На 31 декември 1742 година умира курфюрстът на Пфалц Карл III Филип, последният представител на линията пфалцграфове на Нойбургската династия на Вителсбахите, и титулът курфюрст отива в следващата по старшинство линия от този дом – пфалцграфовете на Зулцбах. Така Карл Теодор ставя курфюрст на Пфалц под името Карл IV.

### Изкуство и наука
През 1753 г. спонтанно го посещава Волтер. В негова чест той прави четири театрални представления. Той така се охарчва, че моли Волтер за 100 000 франка.
През 1763 г. той основава Манхаймската академия на науките с два класа история и природни науки, и в Дюселдорф Collegium Anatomico-Chirurgicum. В Манхайм освен Волтер и Моцарт идват много хора на изкуството, поети, музиканти и философи. Волфганг Амадеус Моцарт дава през 1777 г. в двора на Карл Теодор множество концерти и е учител по музика на княжеските деца.
През 1780 г. Карл Теодор основава Societas Meteorologica Palatina като трети клас на Майнската академия на науките, първата интернационално действаща общност по метеорология.

### Курфюрст на Бавария
През 1777 г., след кратка наследствена Война за баварското наследство, Карл Теодор наследява Бавария и става курфюрст на Бавария след курфюрст Максимилиан III Йозеф, с който умира баварската линия на Вителсбахите. Карл Теодор като наследник на трона отстъпва Долна Бавария на Австрия чрез таен договор с император Йозеф ІІ, за когото това е компенсация за Австрийска Нидерландия. Също, Карл Теодор се мести в Мюнхен по силата на договор за наследяване с Максимилиан III Йозеф, сключен малко преди смъртта му.
По време на управлението си премахва изтезанията. С договор от 3 януари 1778 г. районът на Щраубинг е отстъпен на Хабсбургите. По-късно Бавария отстъпва на Австрия и Инфиртел – северозападната четвърт на Горна Австрия, включваща Браунау и Шердинг.
През 1784 г. Карл Теодор забранява тайните общества в Бавария, целейки забрана на Ордена на илюминатите. Като резултат от бунт в Мюнхен, породен от хранителна криза, на 10 октомври 1788 г. курфюрстът нарушава договора за наследяването и премества двора си в Манхайм. Това води до обедняване на града и до успокояване на напрежението. На 2 юни следващата година дворът се връща в Мюнхен.
В следващите години Карл Теодор, съветван от Бенджамин Томпсън (граф Ръмфорд), провежда реорганизация на армията в Бавария и Пфалц и въвежда отглеждането на картофи. По съвет на граф Ръмфорд, Карл Теодор урежда и мюнхенския парк „Английската градина“, като той и паркът на двореца Нимфенбург са отворени за широката публика.

### Брак с Мария Леополдина
След смъртта на първата му съпруга Елизабет през 1794 г., Карл Теодор (на седемдесет години) се жени на 15 февруари 1795 г. за младата, 18-годишна и темпераментна, ерцхерцогиня Мария Леополдина Австрийска-Есте (1776 – 1848), внучка на Мария Терезия, която отказва всякакъв телесен контакт и те нямат деца.

### Смърт и наследник
Умира през 1799 г., на 75-годишна възраст, прав след удар от преди четири дена. Той е погребан в Театинската църква в Мюнхен.
Карл Теодор има множество извънбрачни, но няма законни деца. Затова е наследен от Максимилиан IV Йозеф от Клон  Пфалц-Цвайбрюкен.